# Gare de Torfou - Le Longeron - Tiffauges
Pour les articles homonymes, voir Tiffauges (homonymie).
La gare de Torfou - Le Longeron - Tiffauges est une gare ferroviaire française de la ligne de Clisson à Cholet, située sur le territoire de la commune déléguée de Torfou, intégrée à Sèvremoine, dans le département de Maine-et-Loire, en région Pays de la Loire. Son nom se réfère aux bourgs de Torfou, Le Longeron et Tiffauges, qui se trouvent aux alentours.
Elle est mise en service en 1882 par l'Administration des chemins de fer de l'État. Déplacée de 1981 à 2018 dans le bourg de Torfou, rue Charles Foyer, elle retrouve quasiment son site d'origine en 2019, à l'occasion du renouvellement et de la modernisation de la voie de la ligne. C'est aujourd'hui une halte de la Société nationale des chemins de fer français (SNCF), desservie par des trains express régionaux du réseau TER Pays de la Loire, circulant entre Nantes et Cholet via Clisson.

## Situation ferroviaire

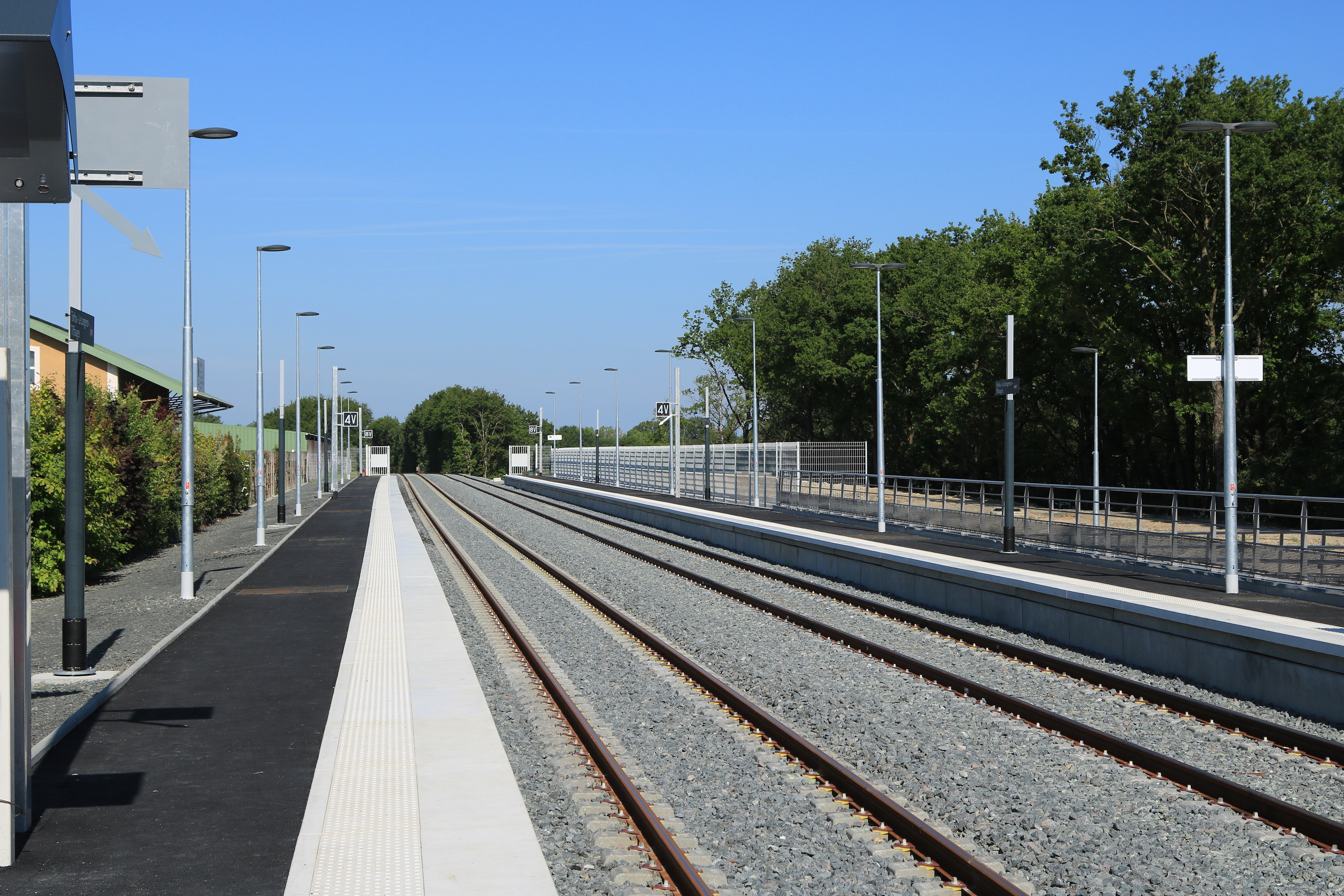
Vue des voies et quai, côté Clisson.

Établie à 115 mètres d'altitude, la gare de Torfou - Le Longeron - Tiffauges est située au point kilométrique (PK) 17,000 de la ligne de Clisson à Cholet, entre les gares ouvertes de Boussay - La Bruffière et de Cholet. Elle est séparée de Cholet par celles fermées d'Évrunes et de Saint-Christophe-du-Bois.

## Histoire

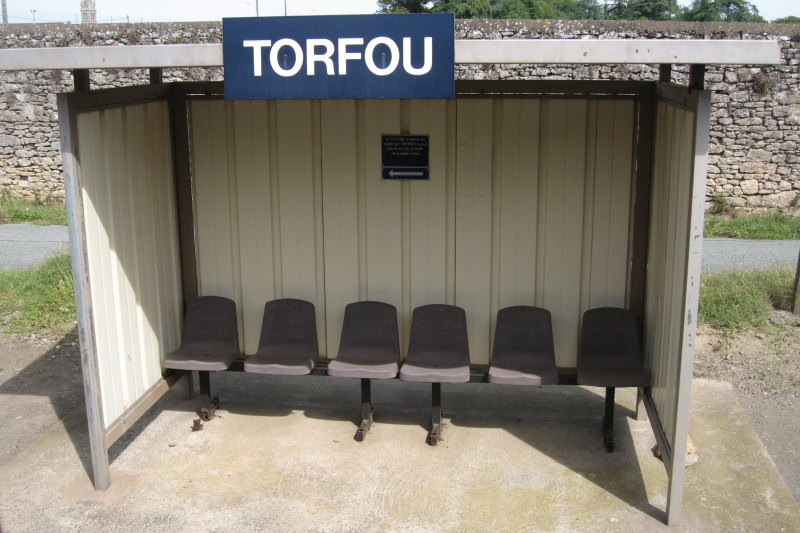
L'abri de quai de l'ancienne halte, située rue de l'abbé Charles Foyer.

La gare est mise en service le 25 juin 1882 par l'Administration des chemins de fer de l'État, sur le site de la Colonne. Elle s'appelle alors Torfou - Tiffauges, et se trouve au point kilométrique (PK) 17,012. Elle est fermée en 1971. En compensation, une halte voit le jour en 1981 dans le bourg de Torfou, rue Charles Foyer. Nommée Torfou, car située au cœur de la commune, elle se situe au (PK) 15,200.
Lors du comité de ligne du 22 septembre 2016, à Cholet, la région annonce que les travaux de rénovation de la ligne Clisson – Cholet commenceront fin 2018. À cette occasion, pour augmenter la capacité de la ligne, la desserte de la halte de Torfou est supprimée en 2018, pour ensuite être remplacée par celle du site historique de La Colonne, en partie inutilisé et alors occupé par la société Arbora, ce qui permettra d'y créer un évitement. La concertation publique sur ce projet se déroule du 30 janvier au 30 mars 2017. La nouvelle gare doit alors ouvrir le 12 avril 2019,. Du 10 juillet 2018 au 12 avril 2019, afin de réaliser ces travaux, la ligne Clisson – Cholet est fermée, et la halte du bourg n'est donc définitivement plus desservie,,,.
Après cette phase de modernisation, la nouvelle halte est mise en service le 13 avril 2019. En gare, les panneaux indiquent le nom de Torfou - Le Longeron - Tiffauges.

## Service des voyageurs

### Accueil
Halte SNCF, c'est un point d'arrêt non géré (PANG) à entrée libre, disposant de deux voies et d'un passage souterrain. Elle est équipée d'un écran des départs sur chaque quai, ainsi qu'à son entrée. Elle est accessible aux personnes à mobilité réduite, par sa rampe d'accès au passage souterrain.

### Desserte
Torfou - Le Longeron - Tiffauges est desservie par des trains TER Pays de la Loire, circulant entre les gares de Nantes et de Cholet via Clisson.

### Intermodalité
Un parking a été aménagé au sud de la halte, intégrant un abri à vélos.

## Galerie de photographies

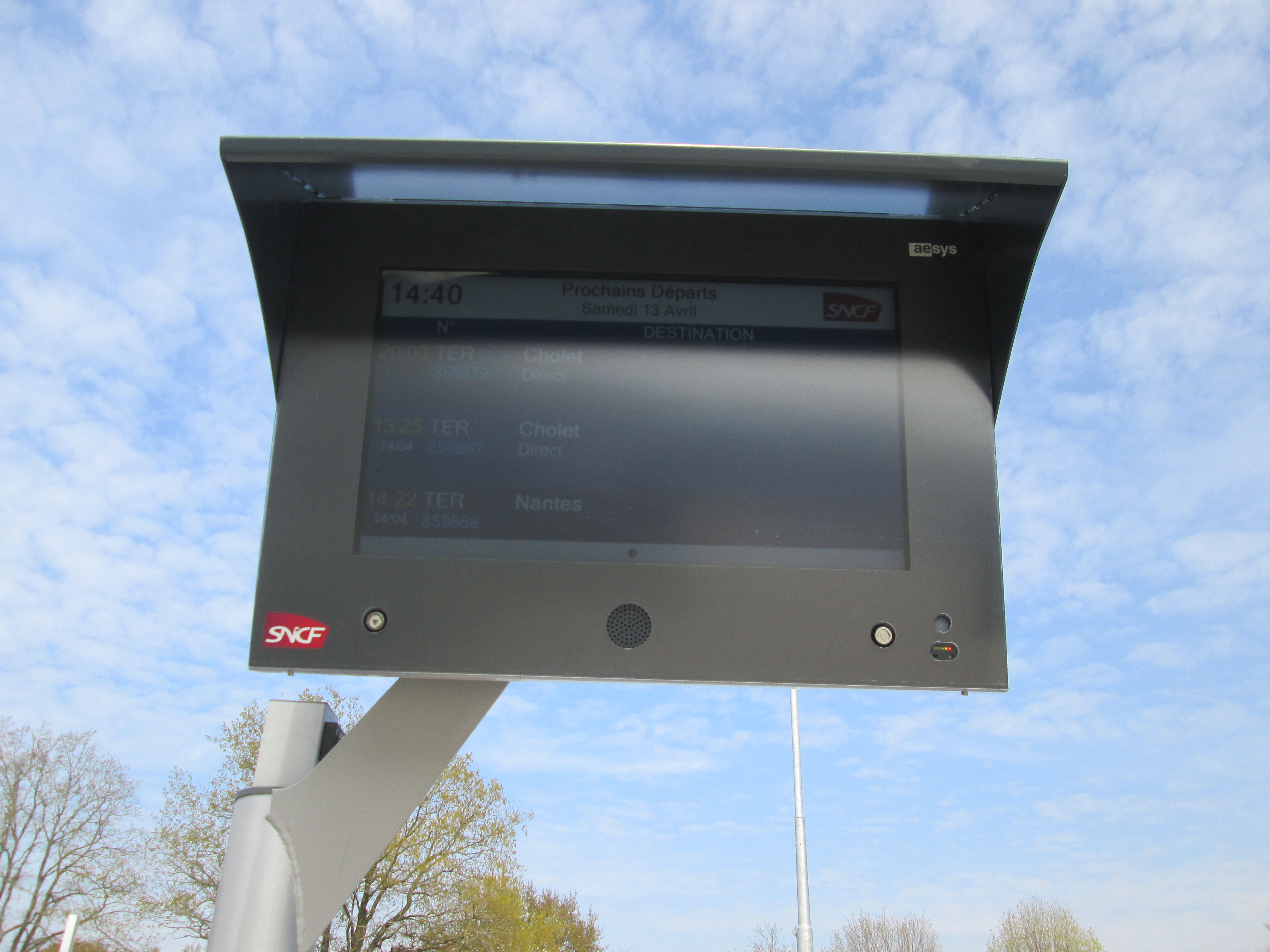
Écran d'information.
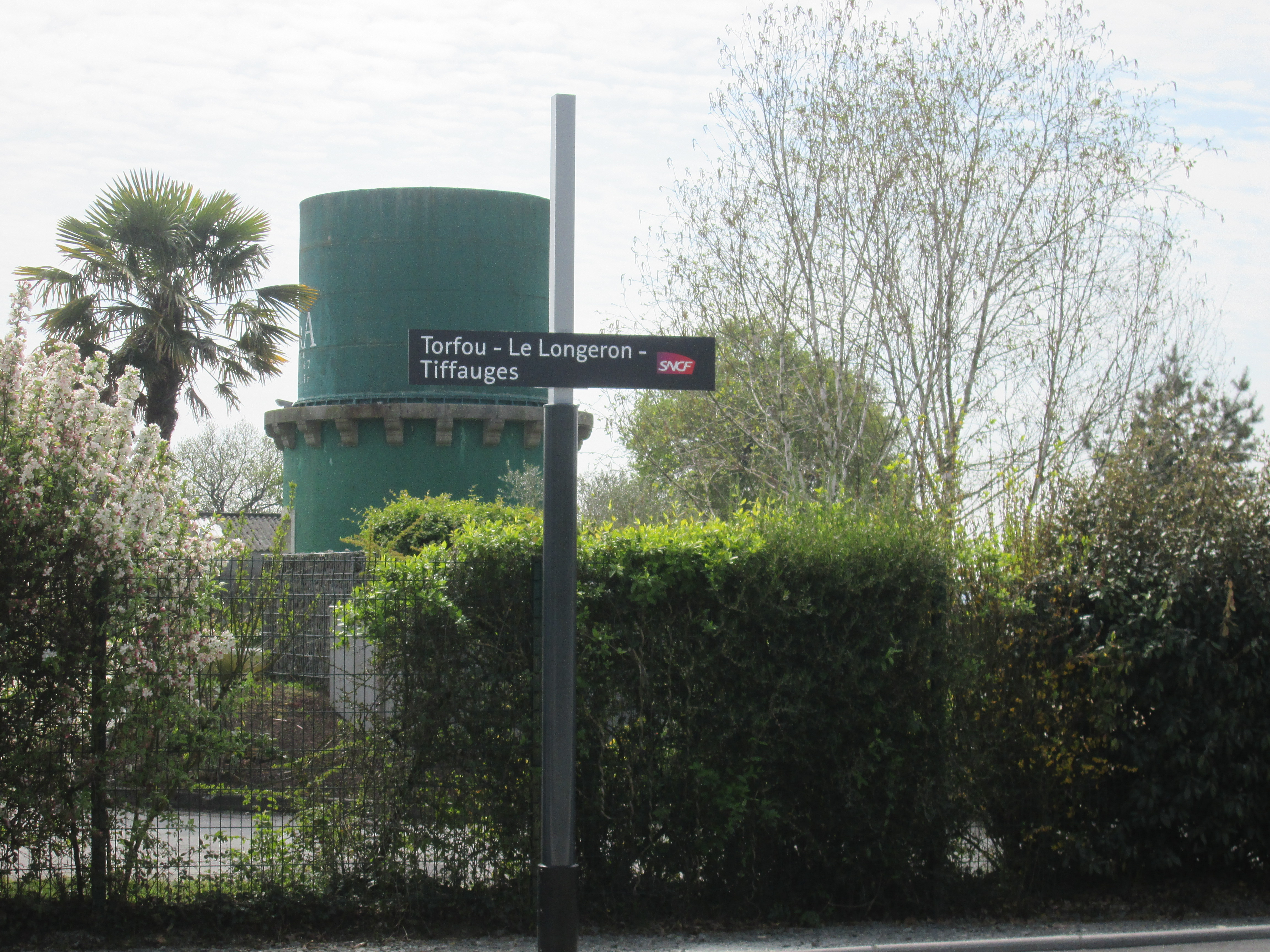
Pancarte indiquant le nom de la halte.
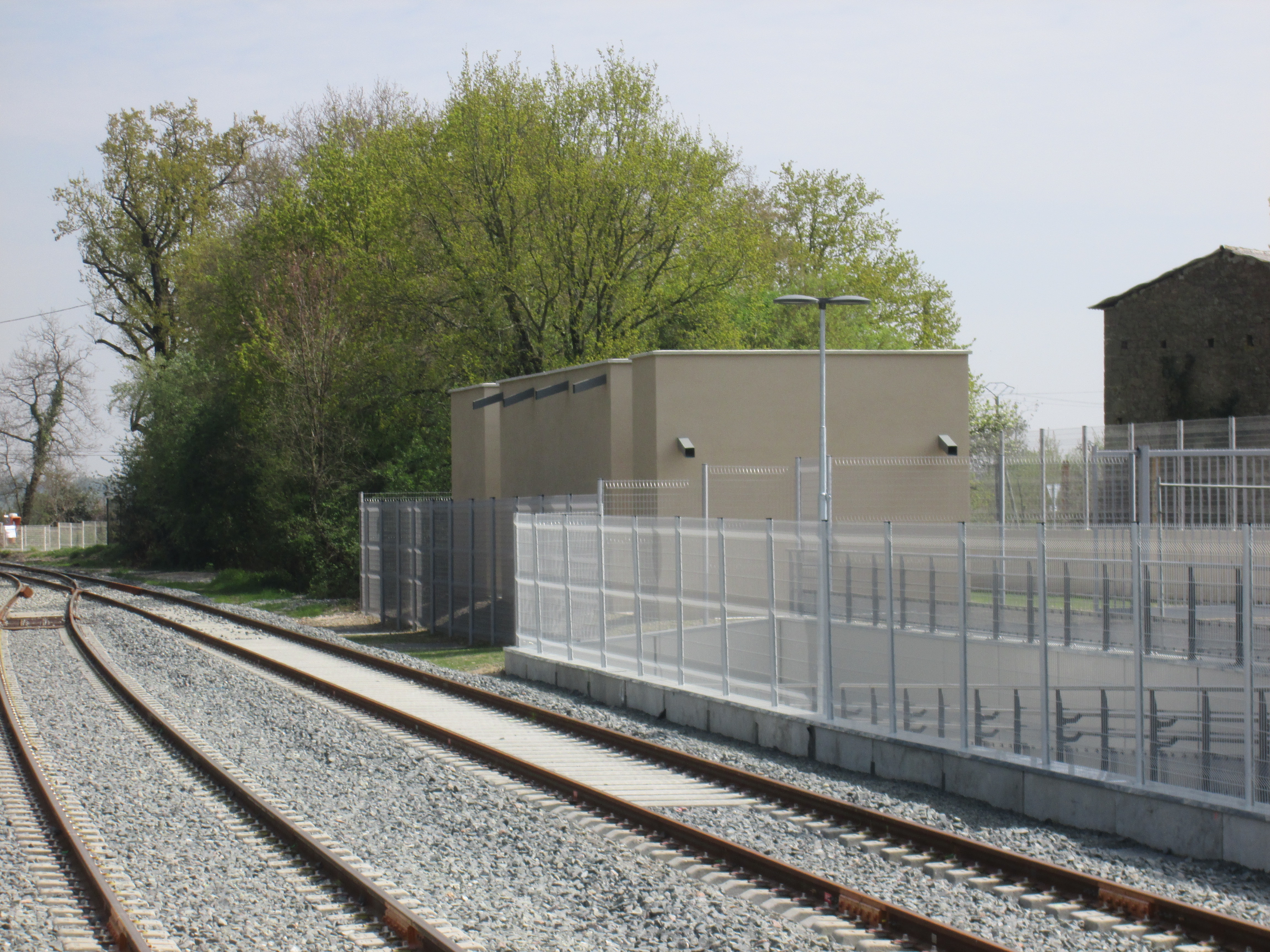
Vue vers Cholet.

## Sources
- Cet article est partiellement ou en totalité issu de l'article intitulé « Gare de Torfou - Tiffauges »  (voir la liste des auteurs sur la page de discussion de l'article).